# East Galesburg, Illinois
East Galesburg je vas v Okrožju Knox v ameriški zvezni državi Illinois.
Po popisu prebivalstva iz leta 2000 v naselju živi 839 ljudi na 3,9 km².